# Guozijian

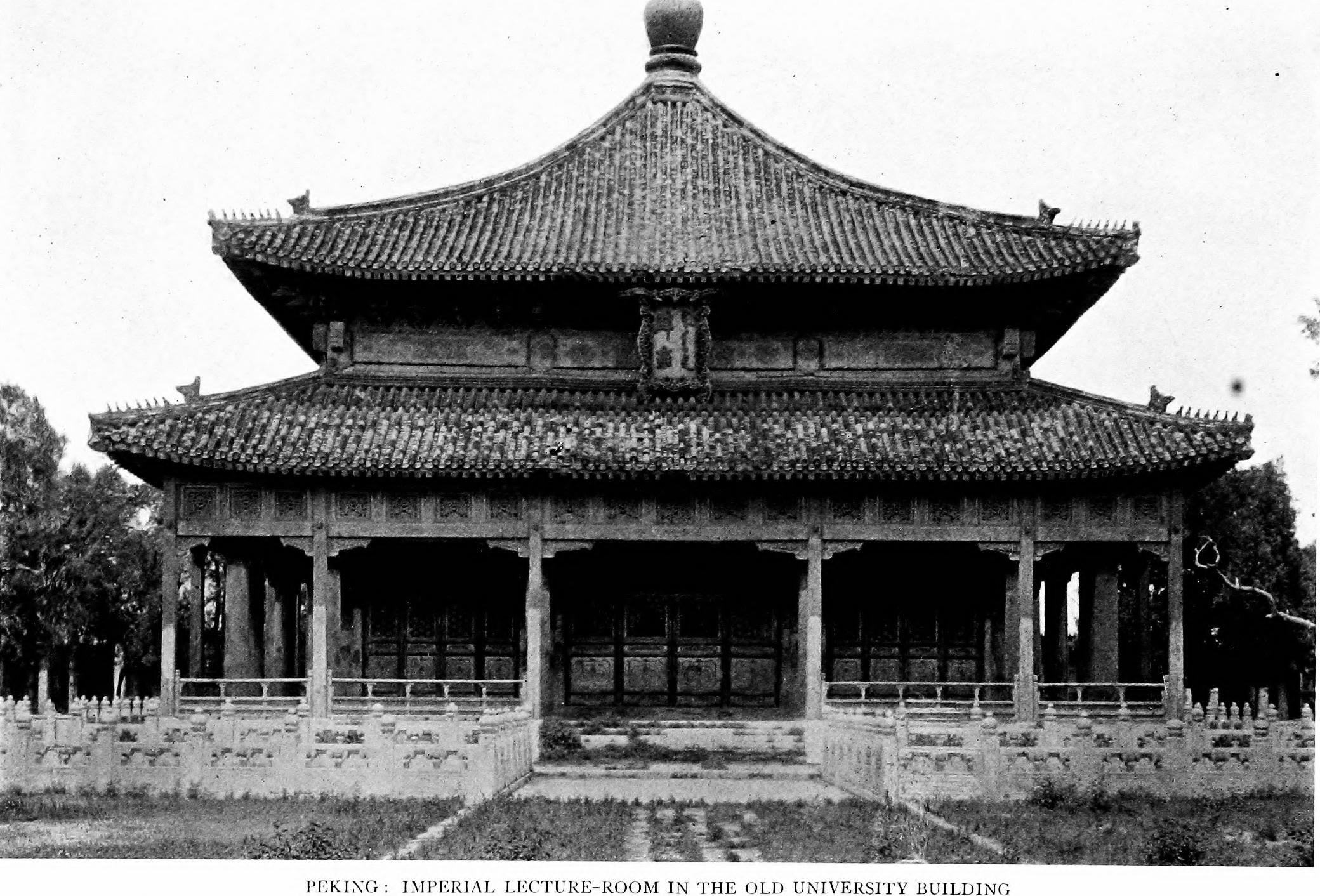
Il Biyong, l'aula magna del Guozijian di Pechino.

Guozijian (zh. 國子監T, 国子监S, GuózǐjiānP, lett. "Scuola dei figli dello stato"), a volte tradotto come Collegio Imperiale, Accademia Imperiale, Università Imperiale, Accademia Nazionale o Università Nazionale, era l'istituzione centrale nazionale di istruzione superiore nelle dinastie cinesi dopo la dinastia Sui. Era la più alta istituzione di ricerca accademica e apprendimento nel sistema educativo tradizionale cinese, con la funzione di amministrazione dell'istruzione.

## Storia
Anticamente, l'istituto statale di formazione superiore era noto come Taixue che letteralmente significa "Università Imperiale". Il Taixue, nato con lo scopo principale di rifornire la macchina statale di dipendenti competenti nella burocrazia imperiale, accoglieva sia studenti popolani/paganti (gongsheng) sia studenti nobili (guozixue), fu istituito nel 3 d.C., sotto il regno dell'imperatore Ping di Han, inventore del sistema scolastico statale cinese, con iniziale sede a Chang'an.
Sin dalla dinastia Sui (581-618), il nome dell'istituto divenne Guozijian.
Durante la dinastia Ming (1368-1644), l'imperatore Hongwu promosse lo studio della legge, della matematica, della calligrafia, dell'equitazione e del tiro con l'arco al Guozijian.
Nel 1905, il Guozijian fu chiuso. Durante la riforma del 1898 della dinastia Qing (1644-1912), l'istruzione e l'amministrazione delle funzioni educative del Guozijian furono principalmente sostituite dall'Università della Capitale Imperiale o Università Imperiale di Pechino, in seguito nota semplicemente come Università di Pechino.

## Ubicazione

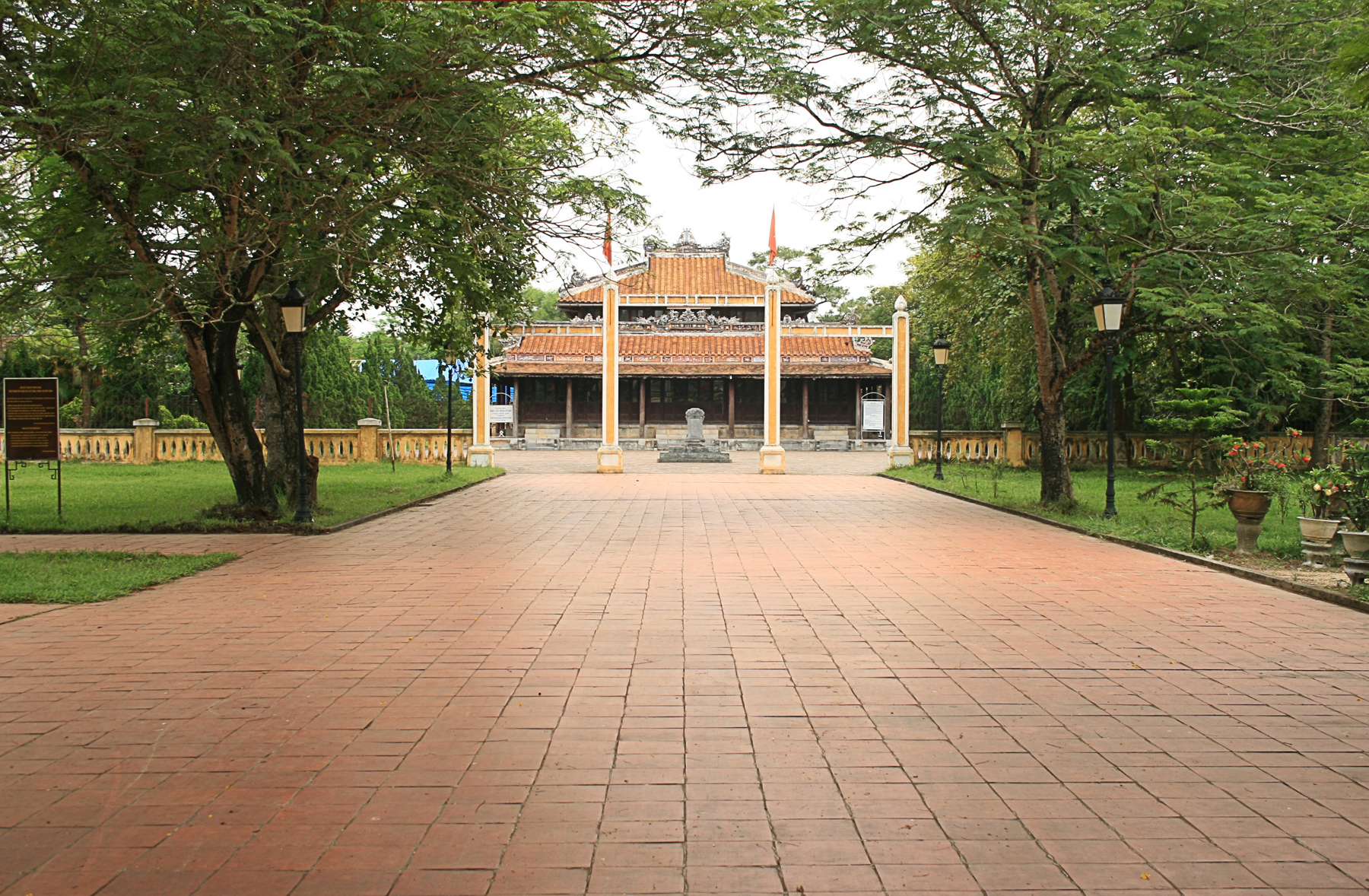
Ingresso dell'Accademia Imperiale di Huế, Vietnam centrale

Il Guozijian si trovava nella capitale di ogni dinastia: Chang'an, Luoyang, Kaifeng e Hangzhou. Nei primi anni dei Ming, il Guozijian era a Nanchino, l'allora capitale dinastica. Quando la capitale si spostò a Pechino, fu creato un secondo Guozijian nella nuova capitale ma quello di Nanchino (da cui originò l'attuale Università di Nanchino) venne mantenuto. Durante la dinastia Qing, il Guozijian restò a Pechino.
Il Guozijian di Pechino, situato in via Guozijian nel distretto di Dongcheng, era il collegio imperiale durante le dinastie Yuan, Ming e Qing; la maggior parte degli edifici attuali furono costruiti durante la dinastia Ming. Fu l'ultimo Guozijian della Cina e il predecessore dell'Università di Pechino.

## Vietnam
In Vietnam, l'Accademia Imperiale (in vietnamita: Quốc Tử Giám) esisteva durante la dinastia Trần (1225-1400) e successivamente. Diversi importanti presidenti del Guozijian furono Chu Văn An, Nguyễn Phi Khanh e Vũ Miên. L'istituto aveva sede presso il Tempio della Letteratura di Hanoi.

## Galleria d'immagini

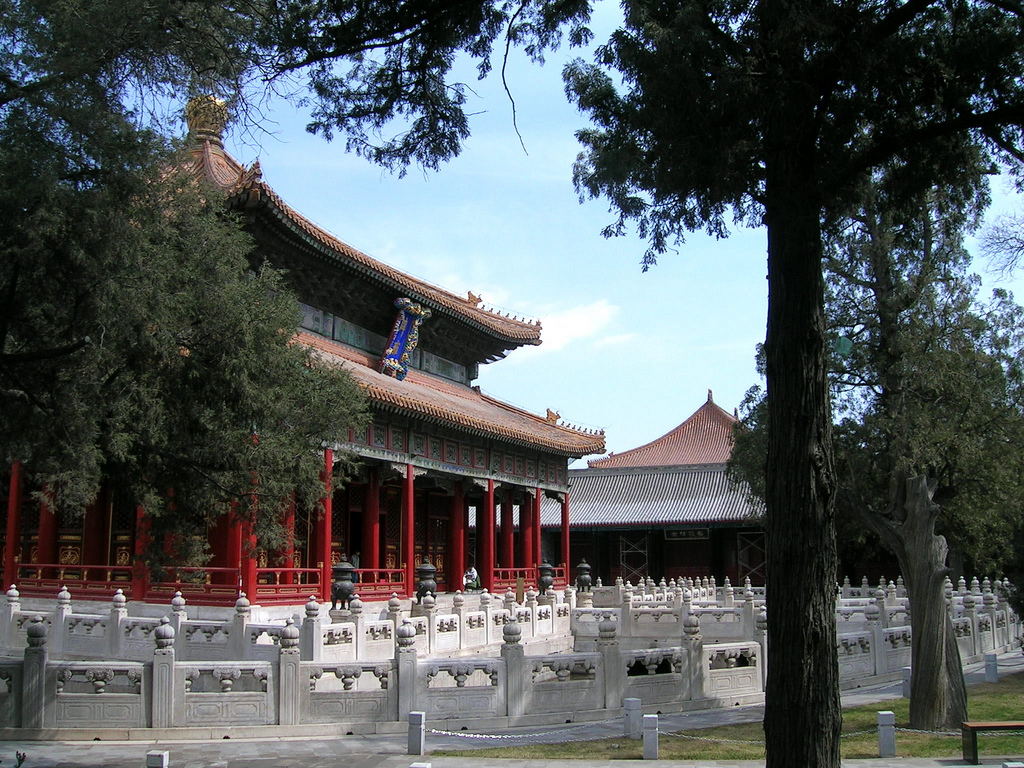
L'aula magna e le aule del Guozijian di Pechino.
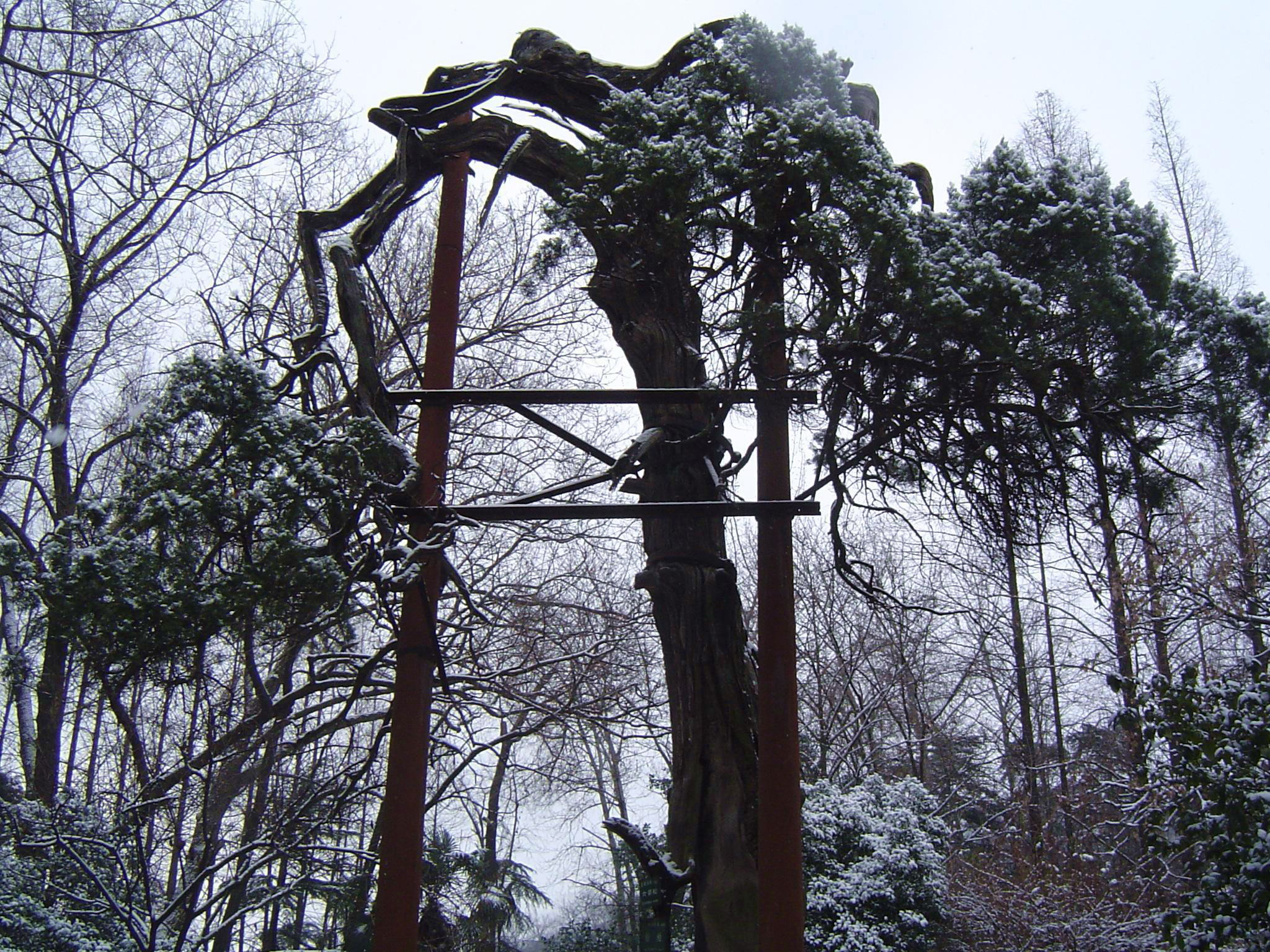
Il "Ginepro delle Sei Dinastie", il simbolo del Guozijian di Nanchino.
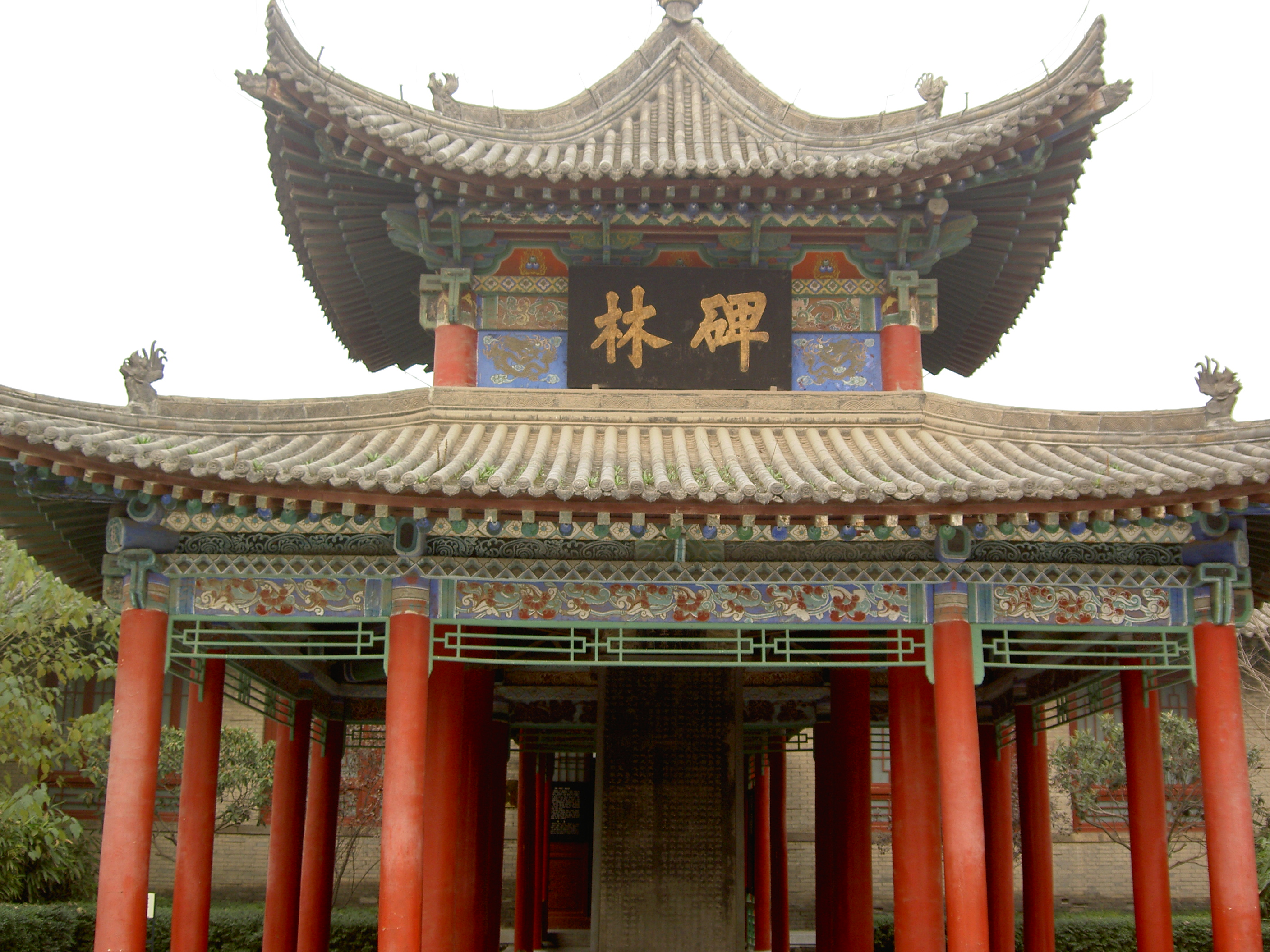
La Foresta di Stele a Xi'an, il museo sorto sui resti del Guozijian di Chang'an, attivo sino ai tempi della dinastia Tang.